# 平久江祐司
平久江 祐司（ひらくえ ゆうじ、1956年 - 2019年）は、日本の図書館情報学者。筑波大学大学院図書館情報メディア研究科教授
。

## 略歴
- 1980年　埼玉大学教養学部卒業
- 1994年　筑波大学大学院教育学研究科修士課程修了
- 1996年　図書館情報大学大学院図書館情報学研究科修士課程修了[2]
- 図書館情報大学専任講師を経て、現在、筑波大学大学院図書館情報メディア研究科教授

## 研究内容
学校図書館の活動および学校図書館と公共図書館の連携・協力に関する領域について、教育学的側面から研究を行っている。具体的な研究テーマとしては主として
- 日本および米国の学校図書館の支援システム
- 学校図書館活動の評価
- 情報リテラシー教育
- 利用者への情報提供

などが挙げられる。

## 著書
- 『メディアセンター論』、（共著）、放送大学教育振興会、83-90,99-106, 1998年
- 『改訂版学習指導と学校図書館』、放送大学教育振興会、2000年
- 「学習指導と学校図書館」『新学校図書館学３』、全国学校図書館協議会、15-29, 2000年
- 「情報化と学校図書館」『21世紀の図書館と図書館員』（論集・図書館学研究の歩み・第20集）、日外アソシエーツ、24-44, 2001年
- 「情報の批判力の育成と学校図書館の役割」『図書館情報学の創造的再構築』（藤野幸雄先生古希記念論文集）、勉誠出版、95-104, 2001年
- 『学校経営と学校図書館』、（共著）、樹村房、2002年
- 「新しい教育環境と学校図書館メディアセンター経営」『学校図書館メディアセンター論の構築に向けて：学校図書館の理論と実践』（シリーズ・図書館情報学のフロンティアNo.５）、勉誠出版、3-18、2005年

## 論文
- 「フィリピンの価値育成のための教育  -中等教育における『価値教育』を事例として」筑波社会科研究 14, 35-45, 1995年
- 「学校図書館利用教育における批判的思考の育成情報の評価スキルとしての役割」図書館学会年報、42/4,181-198, 1996年
- 「自己教育力を育成するための学校図書館利用指導教育改革の観点から」図書館学会年報、42/2,111-127, 1996年
- 「学校図書館利用教育における情報活用能力の育成：M.B.Eisenbergの情報問題解決アプローチの視点から」図書館学会年報、43/4,177-186, 1997年
- 「1980年代の米国における学校図書館員要請の動向：能力主義教育の果たした役割」図書館学会年報、43/2,79-93, 1997年
- 「図書館職員の研修・リカレント教育に関するニーズ -図書館職員へのアンケート調査から」現代の図書館 37(2), 66-71, 1999年
- 「小・中・高等学校における情報教育推進に関する校長の役割 -司書教諭・学校図書館を中心に」学校図書館 (586), 47-52, 1999年
- 「学校図書館及び司書教諭に対する校長の意識の在り方：東京、大阪、京都の高等学校校長の意識調査の分析をもとに」日本図書館情報学会誌、49/2,49-64, 2003年
- 「つくば市における児童館図書室の活動と職員の意識に関する研究」図書館情報メディア研究 2(2), 45-59, 2004年
- 「学校図書館経営計画をどう立てるか」学校図書館 (641), 15-17, 2004年
- 「研究・実践情報 海外 学校図書館専門職員研修の指導者の養成の在り方　米国ワシントン州K-12ライブラリーイニシアチブを事例として」学校図書館学研究 6, 47-54, 2004年
- 「アメリカ・シアトル市の教育と学校図書館」学校図書館 (655), 39-42, 2005年
- 「学習を支える学校図書館とは」（共著）今日の学校図書館 35回, 416-419, 2006年
- 「日本の小学校図書館担当者の職務の現状と意識に関する研究：学習情報センターにおける図書館担当者の職務構成の在り方」Library and information science、59,1-39，2008年
- 「学校図書館支援センター担当者の地域の学習コーディネーターとしての可能性」日本生涯教育学会年報 (30), 135-143, 2009年
- 「日本の中学校図書館担当者の職務の現状と意識に関する研究 -学習情報センターにおける図書館担当者の職務構成のあり方」Library and information science (63), 19-39, 2010年
- 「公共図書館と学校図書館の連携 -新たな展望」図書館雑誌 104(3), 134-136, 2010年
- 「司書教諭ステップアップ講座 学校図書館の経営 -計画立案の理論と方法」全国学校図書館研究大会研究集録 37, 116-119, 2010年
- 「教科「情報」担当教員の人材育成について　‐教員研修機関の調査から‐ ―教員研修機関の調査から―」情報メディア研究 10(1), 1-22, 2011年
- 「学校図書館に関する事例研究の動向」学校図書館 (723), 25-27,42〜43, 2011年
- 「司書教諭は教育課程にどのようにかかわるか -新しい社会・教育状況を踏まえ」学校図書館 (729), 16-18, 2011年
- 「学校司書の法制化をめぐって -今後の学校図書館における職員制度のあり方」図書館雑誌 108(2), 112-113, 2014年
- 「言語活動の充実を支援する学校図書館  -地域連携型の学校図書館へ」現代の図書館 52(1), 47-52, 2014年
- 「司書教諭と学校司書の連携の在り方」学校図書館 (766), 41-44, 2014年

## 受賞歴
- 1997年　日本図書館学会奨励賞
- 2008年　三田図書館・情報学会学会賞[2]